# Collegio plurinominale Lombardia 4 - 01 (2020)
Il collegio elettorale plurinominale Lombardia 4 - 01 è un collegio elettorale plurinominale della Repubblica italiana per l'elezione della Camera dei deputati.

## Territorio
Come previsto dalla legge n. 51 del 27 maggio 2019, il collegio è stato definito tramite decreto legislativo all'interno della Circoscrizione Lombardia 4.
Il collegio comprende l'intera circoscrizione cioè tutti e quattro i collegi uninominali Lombardia 4 - 01 (Pavia), Lombardia 4 - 02 (Lodi), Lombardia 4 - 03 (Cremona) e Lombardia 4 - 04 (Mantova).

## XIX legislatura

### Risultati elettorali
|                               | Fratelli d'Italia                                       | 251 984   | 30,83 | 2 | 439 811 | 53,81 | 4 |  |  |
|                               | Lega per Salvini Premier                                | 112 767   | 13,80 | 1 | 439 811 | 53,81 | 4 |  |  |
|                               | Forza Italia                                            | 69 158    | 8,46  | 1 | 439 811 | 53,81 | 4 |  |  |
|                               | Noi Moderati                                            | 5 902     | 0,72  | – | 439 811 | 53,81 | 4 |  |  |
|                               | Partito Democratico - Italia Democratica e Progressista | 157 094   | 19,22 | 2 | 206 518 | 25,27 | – |  |  |
|                               | Alleanza Verdi e Sinistra                               | 23 664    | 2,90  | – | 206 518 | 25,27 | – |  |  |
|                               | +Europa                                                 | 22 321    | 2,73  | – | 206 518 | 25,27 | – |  |  |
|                               | Impegno Civico – Centro Democratico                     | 3 439     | 0,42  | – | 206 518 | 25,27 | – |  |  |
|                               | Azione - Italia Viva                                    | 65 862    | 8,06  | 1 | 65 862  | 8,06  | – |  |  |
|                               | Movimento 5 Stelle                                      | 62 129    | 7,60  | – | 62 129  | 7,60  | – |  |  |
|                               | Italexit                                                | 16 711    | 2,04  | – | 16 711  | 2,04  | – |  |  |
|                               | Unione Popolare                                         | 8 865     | 1,08  | – | 8 865   | 1,08  | – |  |  |
|                               | Italia Sovrana e Popolare                               | 8 579     | 1,05  | – | 8 579   | 1,05  | – |  |  |
|                               | Vita                                                    | 5 273     | 0,65  | – | 5 273   | 0,65  | – |  |  |
|                               | Alternativa per l'Italia (PdF - Exit)                   | 2 133     | 0,26  | – | 2 133   | 0,26  | – |  |  |
|                               | Free                                                    | 828       | 0,10  | – | 828     | 0,10  | – |  |  |
|                               | Noi di Centro – Europeisti                              | 680       | 0,08  | – | 680     | 0,08  | – |  |  |
| Totale                        | Totale                                                  | 817 389   | 100   | 7 | 817 389 | 100   | 4 |  |  |
|                               |                                                         |           |       |   |         |       |   |  |  |
| Voti non validi               | Voti non validi                                         | 35 274    | 4,14  |   |         |       |   |  |  |
| Votanti                       | Votanti                                                 | 852 663   | 69,21 |   |         |       |   |  |  |
| Elettori                      | Elettori                                                | 1 231 915 |       |   |         |       |   |  |  |
|                               |                                                         |           |       |   |         |       |   |  |  |
| Data: 25 settembre 2022       |                                                         |           |       |   |         |       |   |  |  |
| Fonte: Ministero dell'interno |                                                         |           |       |   |         |       |   |  |  |

### Eletti

#### Eletti nei collegi uninominali
Eletti nella coalizione di centro-destra (FdI - Lega - FI - NM)
| Collegio uninominale | Eletto | Eletto              | Partito           |
| -------------------- | ------ | ------------------- | ----------------- |
| 1. Pavia             |        | Alessandro Cattaneo | Forza Italia      |
| 2. Lodi              |        | Fabio Raimondo      | Fratelli d'Italia |
| 3. Cremona           |        | Silvana Comaroli    | Lega              |
| 4. Mantova           |        | Andrea Dara         | Lega              |

#### Eletti nella quota proporzionale
| Fratelli d'Italia                | Partito Democratico-IDP             | Lega           | Forza Italia  | Azione - Italia Viva | Movimento 5 Stelle |
| -------------------------------- | ----------------------------------- | -------------- | ------------- | -------------------- | ------------------ |
|                                  |                                     |                |               |                      |                    |
| Paola Maria Chiesa Carlo Maccari | Antonella Forattini Lorenzo Guerini | Luca Toccalini | Andrea Orsini | Mauro Del Barba      | Valentina Barzotti |

1. ↑  Per insufficienza di candidati nel collegio plurinominale Campania 1 - 02, uno dei seggi viene assegnato all'interno dei collegio plurinominale Lombardia 4 - 01